# 西芹镇
西芹镇是中国福建省南平市延平区下辖的一个镇。

## 名称由来
西芹原名三芹。因靠市区西部，境内南部为大芹溪而故名。

## 行政区划
西芹镇共辖1个社区、20个行政村，分别是：
万全社区、墩头村、关墩村、大布村、土丰村、河墩村、上元村、谢坑村、连坑村、埔上村、口前村、张墩村和坊上村。

## 交通
南龙铁路：延平西站。